# Spirendolol
Spirendolol je antagonist beta adrenergičkog receptora.